# Karl Hemme
Karl Hemme (* 7. März 1901 in Esenshammer Oberdeich, Nordenham; † 12. September 1970 Nordenham) war ein deutscher Politiker (KPD).
Der Vorarbeiter war seit 1945 Mitglied der KPD. Von der ersten Sitzung am 30. Januar 1946 bis zur letzten am 6. November 1946 war er einer von drei Abgeordneten der KPD im Ernannten Landtag von Oldenburg.

## Quelle
- Barbara Simon: Abgeordnete in Niedersachsen 1946–1994. Biographisches Handbuch. Hrsg. vom Präsidenten des Niedersächsischen Landtages. Niedersächsischer Landtag, Hannover 1996, S. 155.

| Personendaten    | Personendaten                    |
| ---------------- | -------------------------------- |
| NAME             | Hemme, Karl                      |
| KURZBESCHREIBUNG | deutscher Politiker (KPD), MdL   |
| GEBURTSDATUM     | 7. März 1901                     |
| GEBURTSORT       | Esenshammer Oberdeich, Nordenham |
| STERBEDATUM      | 12. September 1970               |
| STERBEORT        | Nordenham                        |